# Jean-Baptiste Lully
Jean-Baptiste Lully, oorspronkelijke naam: Giovanni Battista Lulli (omgeving Florence, 28 november 1632 – Parijs, 22 maart 1687) was een in Italië geboren componist uit de barok en schepper/vormgever van de Franse opera. Het grootste deel van zijn leven werkte hij in dienst van het hof van de Franse koning Lodewijk XIV, van waaruit hij het Franse muziekleven decennialang domineerde. Zijn werk had een belangrijke invloed op de ontwikkeling van de West-Europese muziek.

## Biografie
Lully was de zoon van een molenaar en had weinig formele opleiding genoten. Hij leerde echter wel dansen, viool- en gitaarspelen en verdiepte zich in de muziek in het algemeen. In maart 1646, toen hij 13 jaar was, werden zijn muzikale talenten ontdekt door de graaf van Guise, die hem meenam naar Parijs, waar hij als manusje-van-alles en keukenhulp in dienst kwam van Mademoiselle de Montpensier (la Grande Mademoiselle). In ruil voor Italiaanse les stimuleerde zij de jongen verder te werken aan zijn muzikale ontwikkeling onder leiding van de zanger en componist Michel Lambert. Hij studeerde compositie en klavecimbel en mocht als violist meespelen in de huiskapel. Hij was vaak in de gelegenheid het grote hoforkest te horen spelen en bestudeerde de Franse dansmuziek van dichtbij. Het verhaal gaat dat de prinses hem ontsloeg toen zij een in grove taal gesteld gedicht over haarzelf ontdekte. Waar of niet, Lully, had toen al zo'n goed contact opgebouwd met haar neef, de jonge koning Lodewijk XIV, dat hij in 1652 uit het paleis van de prinses kon vertrekken toen zij uit Parijs was verbannen na de nederlaag van La Fronde waarvan zij deel uitmaakte.
Daarna studeerde Lully muziektheorie onder Métra en kwam hij in het koninklijke hoforkest. In februari 1653 danste hij samen met de koning in het ballet Ballet de la nuit (waarin de vorst de rol van Opgaande Zon speelde, die hem zijn fameuze bijnaam de zonnekoning bezorgde). Enkele weken later werd hij door de koning aangesteld als hofcomponist voor instrumentale muziek. Hij zou zijn verdere leven tot beider tevredenheid in dienst van zijn mecenas blijven.

### 1653-1663
Het hofleven met zijn vele feesten, partijen en ontvangsten stelde speciale eisen aan het soort muziek dat een hofmusicus diende te produceren. Lully componeerde in die begintijd een serie Italiaanse divertissementen en tussen 1655 en 1671 dertig balletten, waarvan de helft in samenwerking met Isaac de Benserade. Hij had daarmee grote invloed op de dansstijl aan het koninklijke hof. In plaats van de gebruikelijke muziek die geschikt was voor langzame en statige bewegingen componeerde hij levendige dansen op een snel ritme: het menuet, de gavotte en de bourrée.
In 1655 kreeg Lully's stuk Ballet des bienvenues een zeer positieve ontvangst. Hij werd in die tijd dirigent en muzikaal leider van het kleine ensemble van zeer getalenteerde violisten, Les petits violons, wat binnen korte tijd veel meer succes had dan het grote viool-ensemble. Hij begon te experimenteren met andere speelstijlen en met nieuwe expressievormen van orkestmuziek. Niet lang daarna kreeg hij tevens de leiding over het grote ensemble en werd zijn naam ook buiten Frankrijk bekend.
In 1661 werd Lully tot Fransman genaturaliseerd. Lully's vriendschap en samenwerking met Molière, die duurde van ca. 1661 tot Molières dood in 1673, resulteerde in cómedies-ballets, composities van illustratieve begeleidingen bij enkele van de beste toneelstukken van de schrijver. Zo componeerden zij samen het comédie-ballet Les Fâcheux voor Fouquets grote openingsfeest van het kasteel van Vaux-le-Vicomte op 17 augustus 1661. In 1662 ontving hij een aanstelling als muziekmeester in dienst van de koninklijke familie en in juli van dat jaar trouwde hij met Madeleine Lambert  (1642-1703), een dochter van de componist Michel Lambert (1610-1696).

### 1663-1673
Lully vond het belangrijk dat de uitvoeringen een goede spanningsboog in de dramatiek vertoonden en dat ze een hoog literair gehalte hadden. Zijn streven sloot naadloos aan bij de grote belangstelling van de Fransen in die tijd voor de literatuur. Maar voor opera vond Lully de Franse taal aanvankelijk veel minder geschikt. Pas na de succesvolle opvoering van Perrins opera Pomone veranderde hij op dit punt van gedachten.
De opera was intussen in Frankrijk heel populair geworden, zowel bij het hof als bij het muziekminnende publiek. In 1669 werd de koning toestemming gevraagd tot de oprichting van een speciale voor de opera geschikte schouwburg. Deze kreeg officieel de naam Académie d'operas en werd in 1671 geopend. De eerste stukken die werden opgevoerd waren van Robert Cambert en Perrin. Maar Perrin moest naar de gevangenis vanwege een schuldenprobleem en Cambert kreeg al spoedig concurrentie van Lully, die in 1672 privileges van Perrin overnam en van de koning toestemming kreeg tot oprichting van de overkoepelende Académie royale de musique (Koninklijke Muziekacademie), waar hij directeur van werd. In 1673 nam hij ook de privileges van Cambert over en kwam de koninklijke schouwburg onder zijn beheer.

### 1673-1687
Vanaf 1673 schreef hij tot zijn dood in 1687 elk jaar een opera, behalve in 1681. Zijn eerste opera, Les fêtes de l'Amour et de Bacchus, op libretto van Philippe Quinault, had al voor zijn 'coup' veel succes. Van die opera zei een Nederlandse bezoeker in 1680: "door Lully op de beurs des Koninks opgerecht, dat hem veel schatten heeft door dat vermaek doen winnen en ieder van het volk den maetsang deed beminnen", (...) "De kleeding is vol pracht, de stemmen waeren goet, de danssers na de kunst bekwaem en licht van voet: de toestel en 't geluyt kan oog en oor vermaeken." Ook de opera Le triomphe de l'amour had veel succes. Deze werd op 10 mei 1681 voor het eerst opgevoerd.
Als directeur van de muziekacademie kreeg Lully van de koning de bevoegdheid opera's en dergelijke producties in andere schouwburgen goed- of af te keuren, waardoor hij veel invloed kon uitoefenen op het geboden repertoire. Hij beperkte het aantal musici in dienst van andere theaters en wist het een keer gedaan te krijgen dat een andere componist stopte met schrijven aan een opera die niet naar de smaak was van Lully. In feite had hij het volledige monopolie in het Franse muziekleven, gesteund door de openlijke bewondering voor zijn werk door de Franse koning en de vele privileges die hem geschonken waren. Uiteraard lokte zijn dictatoriale houding kritiek uit, maar het grote publiek vond zijn werk zo prachtig, dat dit weinig effect sorteerde.
In 1681 werd Lully secretaire du roy, een ereambt (sinecure) dat recht gaf op adeldom.

### Overlijden
Lully kwam op 54-jarige leeftijd aan zijn einde door een merkwaardig incident. Het gebeurde tijdens het dirigeren van een Te Deum, op 8 januari 1687, dat werd uitgevoerd om de genezing van de koning na een ziekte te vieren. Zoals destijds de gewoonte was, gaf Lully de maat aan door met een lange stok op de grond te stampen. Per ongeluk raakte hij hierbij een van zijn tenen, en wel zo hard dat hij zich ernstig verwondde. Volgens de overlevering kreeg hij door de infectie gangreen. Dit resulteerde in zijn dood op 22 maart van dat jaar. Op zijn sterfbed schreef hij nog het stuk Bisogna morire, peccatore. 
Zijn drie zonen werden ook musicus en componist. Dit waren Louis (1664-1734), Jean-Baptiste jr. (1655-1743) en Jean-Louis (1667-1688).

## Belang
Men onderscheidt wel drie fasen of scheppingsperioden in het werk van Lully. De eerste was die tussen 1653 en 1663 (balletten en divertissementen); de tweede was van 1663-1673 (de pastorale en het comédie-ballet); de derde periode (1673 tot zijn overlijden in 1687) was die van de tragédie-lyrique, de lyrische tragedie, ofwel lyrisch drama op muziek, de opera.
Op teksten van de dichter Quinault componeerde Lully in totaal elf van de dertien complete opera's, die bijzonder enthousiast werden onthaald. Hij ontwikkelde vanuit zijn balletmuziek een nieuwe operastijl, met vooral een krachtiger dramatiek. Die nieuwe stijl kon ontstaan door een samenspel van drie factoren:
- de mondaine eisen van het Franse hof en het verwende publiek uit de hogere kringen;
- de hoge kwaliteit van de Franse dichtkunst;
- Lully's vernieuwingen: hij behield Italiaanse componenten als de ouverture (maar met het 'Franse' schema langzaam-snel-langzaam), voegde introductiemuziek voor de dansers toe, voegde instrumentale delen bijeen tot symfonieën die sfeer of actie uitdrukten en introduceerde enkele Italiaanse dansstijlen. Hij verlevendigde de traditioneel opzichzelfstaande recitatieven en aria's door ze met de andere elementen te verweven; ook voegde hij koorfragmenten toe aan dramatische handelingen; hierdoor werd het dramatische effect nog versterkt. Verder versnelde Lully het tempo van het verhaal, wat meer aansloot bij de smaak van de Fransen.

In de opera Le triomphe de l'amour van 1681 introduceerde hij orkestrale begeleiding van het recitatief, wat erg in de smaak viel. Ook maakte hij hierin voor het eerst gebruik van professionele danseressen.
De Franse operastijl bleef een eeuw lang gehandhaafd en had grote invloed op het werk van andere componisten, zoals Händel en Henry Purcell. Ook Lully's orkestwerken, zoals de orkestsuites bestaande uit een ouverture en een serie dansen, hadden invloed op het werk van andere componisten.
Verder introduceerde Lully verschillende nieuwe instrumenten in het strijkorkest zoals hout- en koperblazers, wat belangrijke nieuwe muzikale mogelijkheden bood.
Lully's Miserere, een stuk dat hij schreef ter gelegenheid van de begrafenis van Pierre Séguier, oud-kanselier van Lodewijk XIII en XIV, wordt gezien als een geniaal werk. Opmerkelijk zijn ook zijn kleine liturgische muziekstukken.

## Werk
- Orkestwerken:

dansen; airs; suites; ouvertures; chaconnes.
- Balletten:

La nuit (1653); Les plaisirs (1655); Alcidiane (1658); La raillerie (1659); L'impatience (1661); Les saisons (1661); Les arts (1663); Les noces de village (1663); La naissance de Vénus (1665); Les gardes (1665); Ballet de Créquy ou Le triomphe de Bacchus dans les Indes (1666); Les muses (1666); Flore (1669); La jeunesse (1669); Les deux pythiens (1670); Le triomphe de l'amour (1681); Le temple de paix (1685).
- Comédies-ballet:

Les Fâcheux (1661); Le mariage forcé (1664); L'amour médecin (1665); Monsieur de Pourceaugnac (1669); Le bourgeois gentilhomme (1670); Psyché (1671).
- Lyrische tragedies (opera's):

Cadmus et Hermione (1673); Alceste (1674); Thésée (1675); Atys (1676); Isis (1677); Psyché (1678); Bellérophon (1679); Proserpine (1680); Persée (1682); Phaëton (1683); Amadis (1684); Roland (1685); Armide (1686).
- Overig werk:

kamer-, toneel-, kerk- en koormuziek.

## Media
Choeur des divinités de la terre et des eaux, from Psyché (1678) - Midi fileⓘ